# Brovst Sogn
Brovst Sogn er et sogn i Jammerbugt Provsti (Aalborg Stift). Filialkirken Langeslund Kirke blev opført i 1883, og Langeslund Sogn blev udskilt fra Brovst Sogn 1. november 1993.
Brovst sogn hørte til Øster Han Herred i Hjørring Amt. Brovst sognekommune blev ved kommunalreformen i 1970 kernen i Brovst Kommune, som ved strukturreformen i 2007 indgik i Jammerbugt Kommune.
I Brovst Sogn ligger Brovst Kirke.
I sognet findes følgende autoriserede stednavne:
- Brovst (bebyggelse, ejerlav)
- Brovst Enge (bebyggelse)
- Brovst Kirkeby (bebyggelse)
- Brovst Kær (bebyggelse)
- Bøge Bakker (bebyggelse)
- Fredensdal (bebyggelse)
- Horsholme (areal)
- Kærgårde (bebyggelse)
- Moukær (bebyggelse)
- Nymark (bebyggelse)
- Nørre Økse Sø (areal, bebyggelse, ejerlav)
- Sønder Økse (bebyggelse, ejerlav)
- Sønder Økse Enge (bebyggelse)
- Vilsbæksminde (bebyggelse, ejerlav)